# EAR
EAR (Enterprise ARchive) は、Jakarta EEアプリーケーションのパッケージ形式。
EARファイルはZIP形式で圧縮されており、任意の数のWARファイルやEJBファイル、またこれらのアプリケーションで必要とするJARファイルを含めることができる。